# Lluís Gàsser i Laguna
Lluís Gàsser i Laguna (Barcelona 1951) és un compositor i guitarrista català.
Format com a enginyer tècnic agrícola, decidí canviar l'orientació dels seus estudis vers la música. El 1973 obtingué el títol superior de guitarra al Conservatori de Música de Barcelona i el mateix any entrà com a professor d'aquest instrument al mateix centre. Estudià llaüt i baix continu amb Hopkinson Smith a la Schola Cantorum Basiliensis el 1983 i es doctorà en musicologia a la Universitat Stanford (Califòrnia) el 1991. Amplià els seus coneixements de composició amb Cristóbal Halffter, J. Soler i J.M. Mestres Quadreny, de qui és un admirador i sobre el qual ha escrit el llibre La música contemporánea a través de la obra de J. Mª Mestres-Quadreny.
Entre el 1983 i el 1988 impartí els primers cursos regulars de llaüt que es feren en un conservatori de l'Estat espanyol. Ha impartit classes d'història de la música al Conservatori de Música de Barcelona (1998-2006) i cursos de doctorat de musicologia a la Universitat de Barcelona (1992-99). En la seva faceta de concertista, s'ha dedicat especialment a la música antiga com a llaütista i intèrpret de viola de mà. Ha format part d'alguns grups de cambra, i fundà el conjunt Dulcis Harmonia, dedicat a la música del Renaixement.
El seu catàleg, dominat per les composicions de música de cambra, no és gaire ampli; en destaquen Pater Noster (1975), per a soprano, flauta i guitarra, la peça orquestral Columbrión, estrenada per l'Orquestra Ciutat de Barcelona el 1979, i Homenaje (1992), per a guitarra.
Obres destacades
- La música contemporánea a través de la obra de Josep Mª. Mestres Quadreny[4]
- Lluís: Luis Milan on Sixteenth-Century performance practice (1996)[5]